# Idiocerus spinosus
Idiocerus spinosus är en insektsart som beskrevs av Freytag 1962. Idiocerus spinosus ingår i släktet Idiocerus och familjen dvärgstritar. Inga underarter finns listade i Catalogue of Life.